# Luis Romany
José Luis Romany Aranda (Denia, 26 de enero de 1921-Madrid, 9 de mayo de 2024) fue un arquitecto español experto en planificación urbana, edificios de viviendas y conjuntos residenciales. Autor, entre otros conjuntos residenciales, del Poblado Dirigido de Fuencarral.

## Trayectoria
Romany Aranda estudió junto a Eduardo Chillida el preparatorio para entrar en la Escuela Técnica Superior de Arquitectura de Madrid (ETSAM). Acabó sus estudios de arquitecto en la ETSAM (Universidad Politécnica de Madrid) en 1951. Empezó a trabajar en la Dirección General de Arquitectura y desde 1952 inició sus relaciones con la asociación Hogar del Empleado donde introdujo a Francisco Javier Sáenz de Oiza, arquitecto titulado unos años antes que Romany. Ambos inician una colaboración profesional en equipo al que se unen Luis Cubillo de Arteaga, Adam Milczynski y Manuel Sierra, formando un grupo que forma parte de lo que hoy se conoce como “la vanguardia arquitectónica de la autarquía”. El equipo de estos cinco arquitectos proyectó y construyó numerosas viviendas protegidas en Madrid. Conjuntos como la Unidad Vecinal Erillas, el barrio de Batán (junto a la Estación de Batán), Puerta del ángel (Madrid), el proyecto de 600 viviendas junto al río Manzanares de 1952 que no se construyó. Desde la dirección de Poblados dirigidos, coordinada por Manuel Sierra, les llegaron diferentes encargos de trabajo.
Romany realizó el Poblado Dirigido Fuencarral, con 2039 viviendas en edificios de varias tipologías, bloques de viviendas colectivas y viviendas unifamiliares adosadas. Además de las viviendas, el conjunto se proyectó y construyó con equipamientos entre los que destacan los 3 mercados, centros sociales y centros cívicos ubicados en un entorno ajardinado que aprovecha la fuerte pendiente del terreno para componer un paisaje natural en el interior de la gran manzana en la que se organiza el barrio. Entre otros numerosos proyectos conjuntos residenciales ejecutados por Romany, señalar los barrios de Juan XXIII y Loyola en colaboración con Carlos Ferrán y Eduardo Mangada, ubicados también en Madrid.
Romany realizó 760 viviendas en Orcasitas, dos supermanzanas en Palomeras Sureste, la 5 y 7 en los años ochenta, la casa de cultura en Tres Cantos en los noventa, tras ganar el concurso. Una larga dedicación a la definición y construcción de cada unidad vecinal o barrio junto a la dedicación a la definición de las propuestas urbanas, definen una personalidad de arquitecto sin la carga mediática que tuvo Oiza. Entre otros desarrollos de planificación urbana, Romany desarrolló la ordenación del área norte madrileña, zona en la que se ubica actualmente La Vaguada (centro comercial), para la gerencia de Urbanismo de Madrid que dirigía Julián Laguna (arquitecto).
Entre los premios conseguidos por Romany, destacar el Premio Nacional de Arquitectura de España de 1954 por la Capilla del Camino de Santiago, con un jurado formado por Luis Moya Blanco, Modesto López Otero y José Luis Fernández del Amo, realizado en colaboración con Sáenz de Oiza y Jorge de Oteiza, o el primer premio en el concurso de viviendas experimentales de 1956, barrio conocido actualmente como Colonia Puerta Bonita, ubicado en el madrileño barrio de Puerta Bonita en el distrito de Carabanchel.

## Obra seleccionada
- 1953 Unidad Vecinal Erillas, en el barrio de San Diego del distrito de Puente de Vallecas en Madrid.
- 1953 Grupo vecinal Nuestra Señora de Covadonga, en el barrio de Puerta del Ángel del distrito de Latina en Madrid.
- 1955 Grupo vecinal Nuestra Señora de Lourdes, en el barrio de Lucero del distrito de Latina en Madrid
- 1956 Colonia Puerta Bonita en el barrio de Puerta Bonita (Madrid) de Carabanchel.
- 1956-1960 Poblado Dirigido de Fuencarral
- 1959 Poblado el Calero en el barrio de Quintana del distrito de Ciudad Lineal de Madrid.
- 1973 Meseta de Orcasitas

## Reconocimientos
- 1954 Premio Nacional de Arquitectura de España por el Proyecto de capilla en el Camino de Santiago realizado en colaboración con el arquitecto Francisco Javier Sáenz de Oiza y el escultor Jorge de Oteiza.
- 1956 Primer premio en el Concurso de Viviendas Experimentales. Colonia Puerta Bonita en Carabanchel.